# Katholikentag

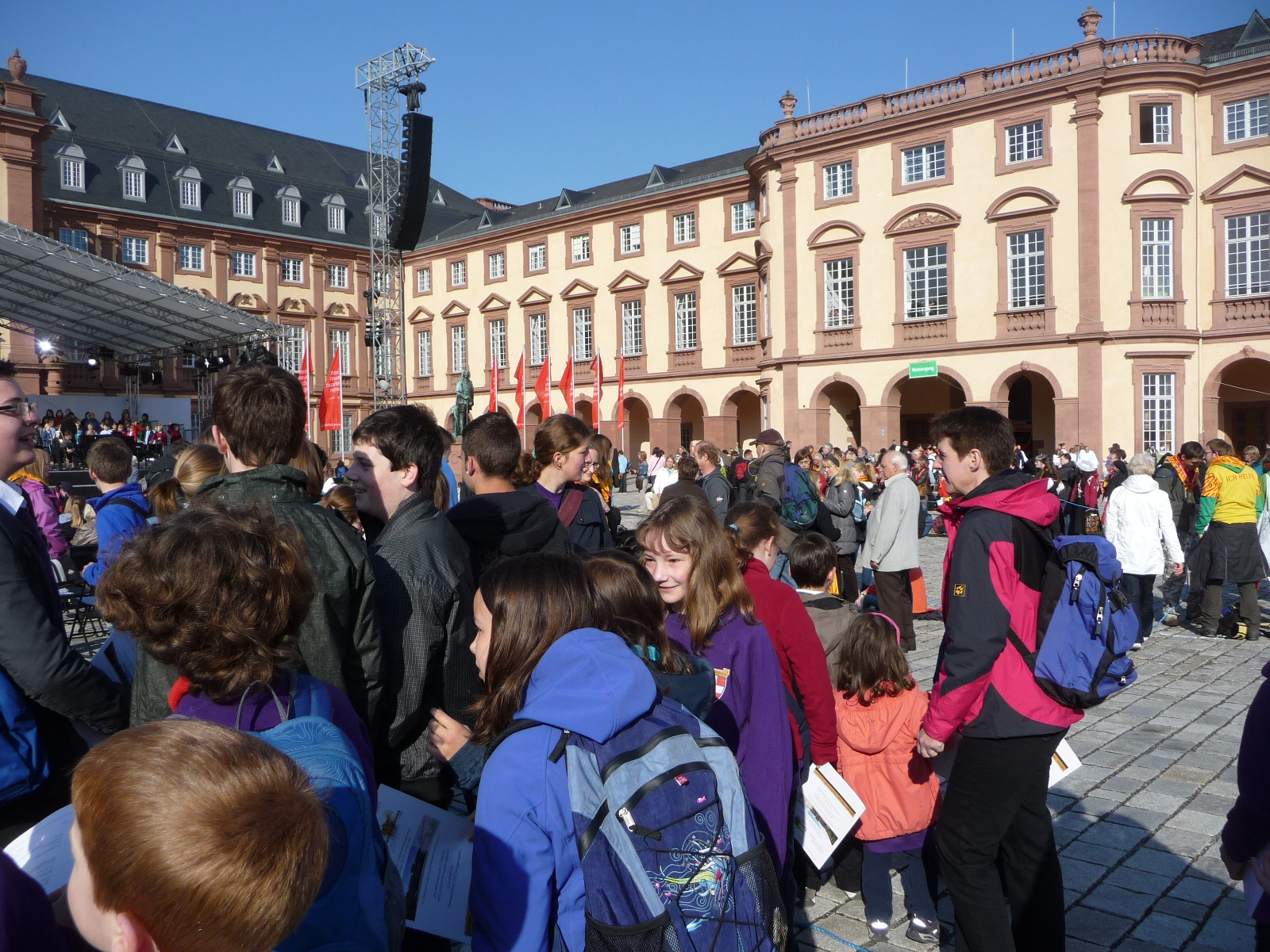
Visiteurs au Deutschen Katholikentag à Mannheim

Les Katholikentag (Congrès catholique) sont des rassemblements sur plusieurs jours de chrétiens surtout catholiques (romains) dans les pays germanophones, à savoir l'Allemagne, l'Autriche et la Suisse. Ils se répètent sur un cycle pluriannuel (en Allemagne tous les deux ans). Leur origine remonte aux associations catholiques et aux mouvements de laïcs du xixe siècle.
En Allemagne ces congrès existent depuis 1848, en Autriche depuis 1877 et en Suisse depuis 1903.

## Katholikentagen Allemagne

### Développement historique

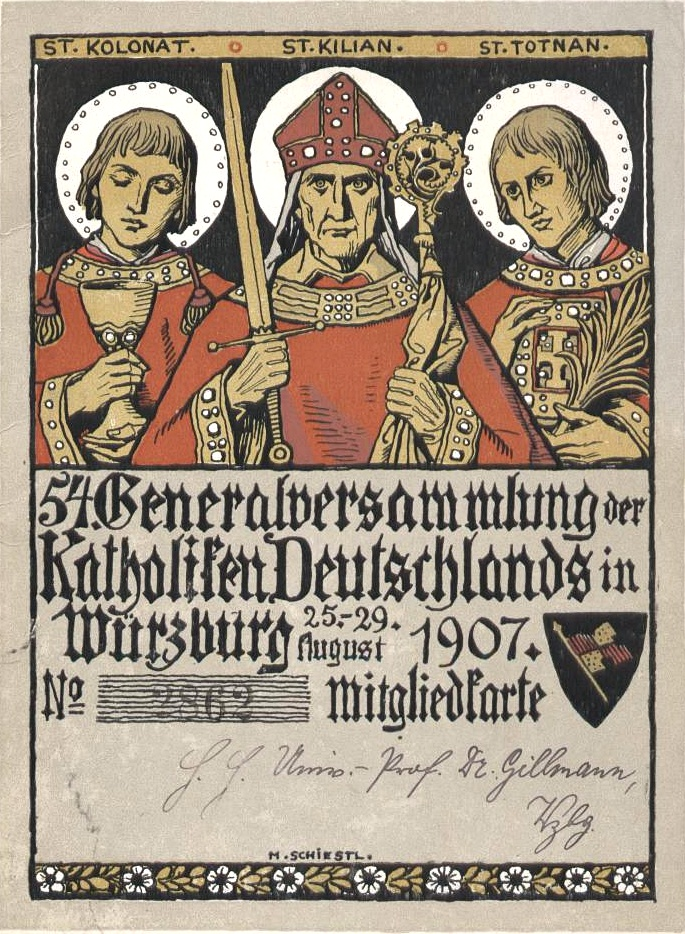
Carte de participant du Katholikentag allemand de 1907, à Wurtzbourg, avec les apôtres de Franconie, saints Kilian, et ; conçue par Matthäus Schiestl

Le premier Katholikentag allemand a lieu du 3 au 6 octobre 1848 à Mayence comme Generalversammlung des katholischen Vereins Deutschlands (Rassemblement général des associations catholiques d'Allemagne). Il s'inspire de la manifestation de foi de 1844, lorsqu’un million de pèlerins ont convergé de toute l'Allemagne à Trèves pour l'ostension de la Sainte Tunique. Ce mouvement est contemporain de celui qui mène à la révolution de Mars 1848 et se présente comme une réaction à l'oppression des catholiques (de) par les gouvernements protestants depuis le congrès de Vienne de 1814–1815, ce qui ensuite mènerait au Kulturkampf. À cette époque, le Katholikentag est un simple rassemblement de délégués, soit 87 représentants des associations catholiques, avec une centaine de clercs et de laïcs engagés. Pendant quelques années, il y aura un Katholikentag chaque année et même deux en 1849. Les Katholikentag de 1905 à Strasbourg et de 1913 à Metz seront bilingues (allemand et français), ces deux villes étant à l'époque en Terre d'Empire d'Alsace-Lorraine (1871-1918). De 1914 à 1920 et de nouveau de 1933 à 1947, aucun Katholikentag n'eut lieu. À partir de 1950, le congrès se tient tous les deux ans.
Lors du Katholikentag de 1966 à Bamberg, prirent place pour la première fois les discussions sur la mise en œuvre des décisions du concile Vatican II.
Le 82e Katholikentag allemand (de) à Essen en 1968 marque un tournant : il se tient avec le thème « Mitten in dieser Welt » (« Au milieu de ce monde ») ; probablement en lien avec la mentalité de 68, apparaît pour la première fois une opposition à « l'Église institutionnelle ».
Dans les dernières décennies les Katholikentag sont devenus un grand rassemblement organisé par des laïcs – des congrès avec des événements et des rencontres ouverts à tous. De nombreux groupes ecclésiaux y tiennent un stand et proposent des informations. L'événement s'étend sur cinq jours au plus et propose diverses activités religieuses, culturelles, scientifiques, socio-politiques et spirituelles. C'est le comité central des catholiques allemands (ZdK) qui les organise depuis 1970, en lien avec diverses personnalités de l'Église, sous la responsabilité du Katholikentagleitung.
En juin 1990, quatre mois avant la réunification allemande, le Katholikentag avait eu lieu à Berlin. En 1992, le premier Katholikentag après la réunification a eu lieu à Karlsruhe.
Le 100e Katholikentag allemand (de) a eu lieu du 25 au 29 mai 2016 à Leipzig. Le prochain est prévu en 2018 à Münster.

### Journées protestantes et œcuméniques
L'équivalent protestant du Katholikentag, l'assemblée de l'Église protestante allemande (DEKT), a lieu tous les deux ans également, en alternance avec le Katholikentag. Un autre rassemblement chrétien d'importance est le Ökumenische Kirchentag (ÖKT) (de), qui a eu lieu pour la première fois à Berlin en 2003 et ensuite en 2010 à Munich. Il a été organisé par les organisateurs des Katholikentag et des Deutsche Evangelische Kirchentag ensemble.

### Principaux éléments
Le congrès s'étend sur cinq jours selon un rythme bien établi, du mercredi au dimanche, souvent pour la Fête-Dieu ou l’Ascension. Un rassemblement général le mercredi soir et une célébration conclusive le dimanche après-midi encadrent les divers événements, parmi lesquels plusieurs célébrations communes le jeudi. Le Katholikentag d'Osnabrück en 2008 proposait pour la première fois une célébration œcuménique le vendredi soir (au lieu de l'habituel rassemblement général du Katholikentag).
Du jeudi après-midi au samedi soir, sont proposés des tables rondes, des ateliers et des activités pratiques : les tables rondes font intervenir des représentants de l'Église, du monde politique et du monde scientifique sur des thèmes de société, d'Église, de culture et de politique. Ces dernières années, des pôles se sont constitués, permettant de correspondre aux divers centres d'intérêt des participants : un pôle de la famille, un pôle des femmes, des hommes ou des questions de genre, un pôle des jeunes, un pôle spirituel, un pôle Eine-Welt, un pôle œcuménique, un pôle du dialogue avec le judaïsme, un pôle du dialogue avec l'islam.
Un autre rendez-vous habituel est le Kirchenmeile : une série de stands tenus par les associations, les institutions, les médias, les ordres religieux, les diocèses, les organismes d'assistance. S'y présente un éventail assez large des diverses sensibilités, entre la Legio Mariae, plutôt conservatrice, et des groupes plus progressistes comme l’Ökumenische Arbeitsgruppe Homosexuelle und Kirche (de).
En plus de quoi ont lieu des rassemblements ouverts au public : le premier soir, une « soirée de rencontre », au cours de laquelle le diocèse du lieu présente les particularités de la région et des spécialités culinaires ; le vendredi soir un concert de rock organisé par la BDKJ (en) et Misereor (de) ; parfois une soirée de rencontres interculturelles, où interviennent des associations culturelles étrangères.

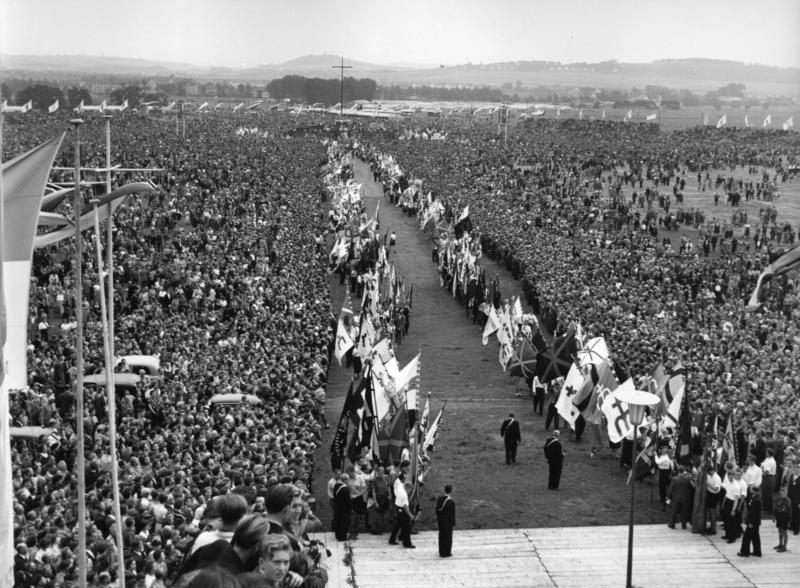
76e Katholikentag allemand à Fulda, septembre 1954
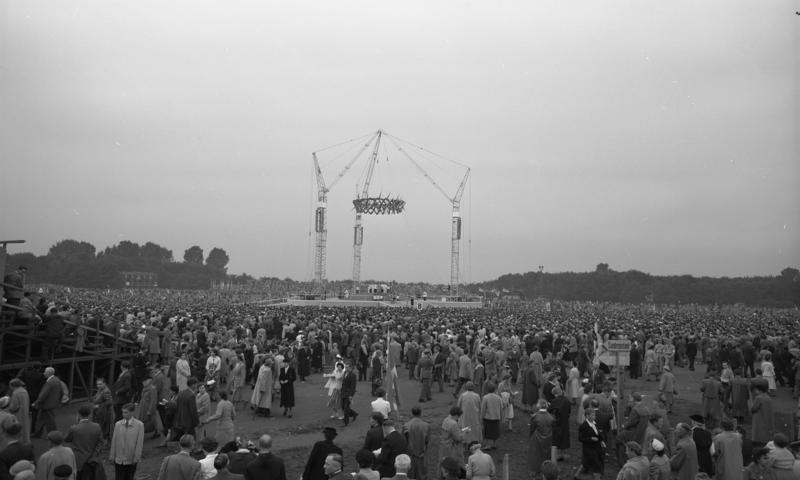
77e Katholikentag à Cologne, septembre 1956
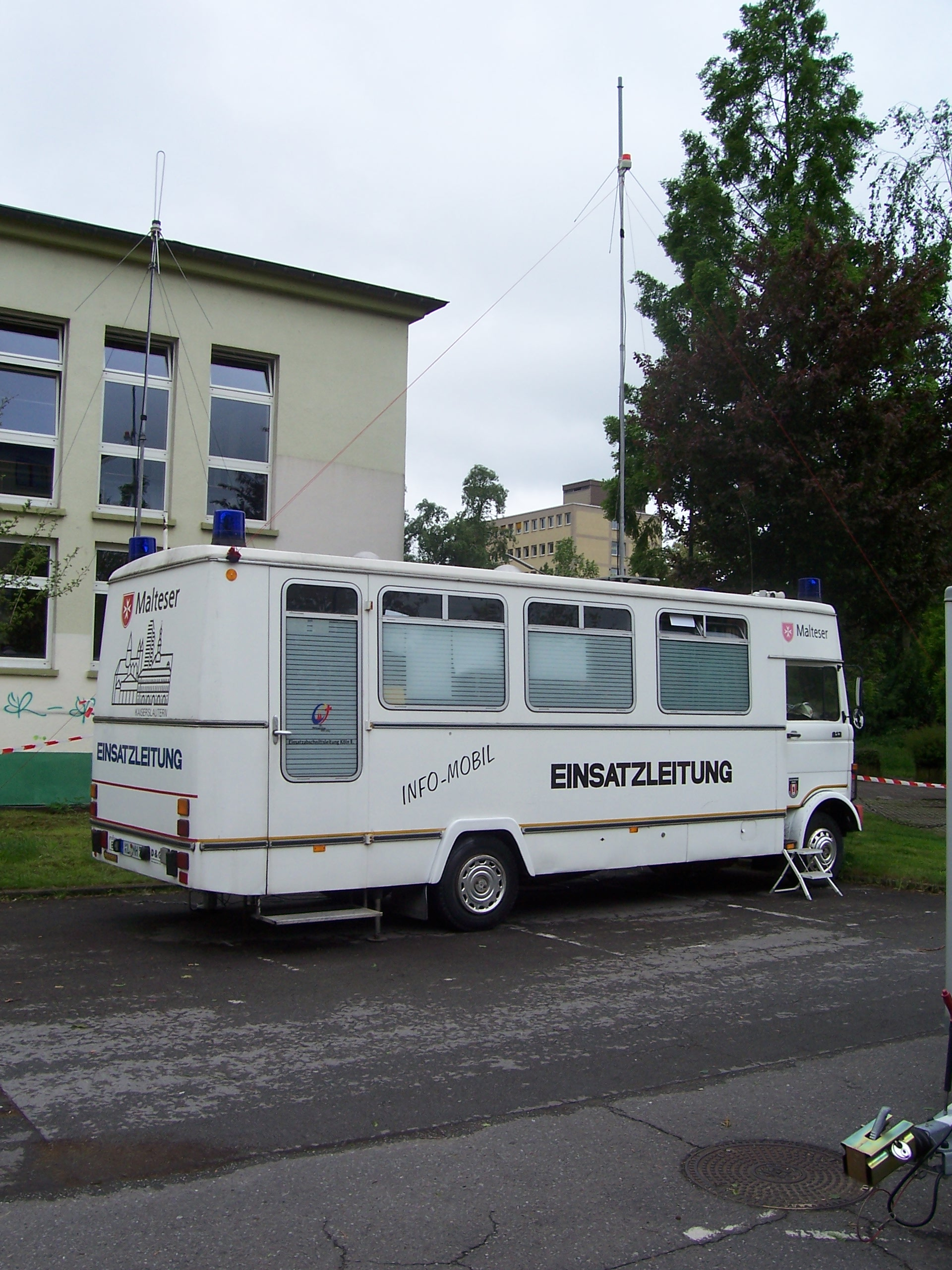
Véhicule PC du Katholikentag de 2006 à Sarrebruck
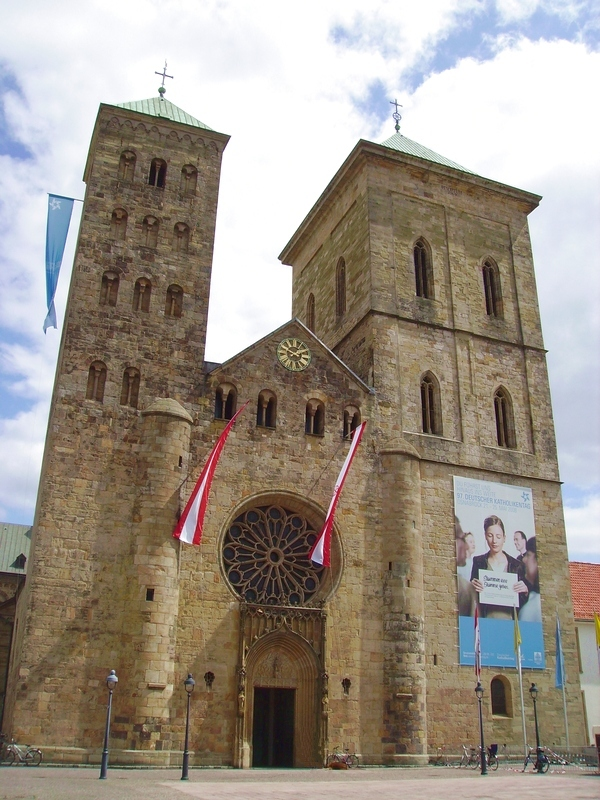
Affiche du 97e Katholikentag allemand sur la cathédrale d'Osnabrück, en 2008
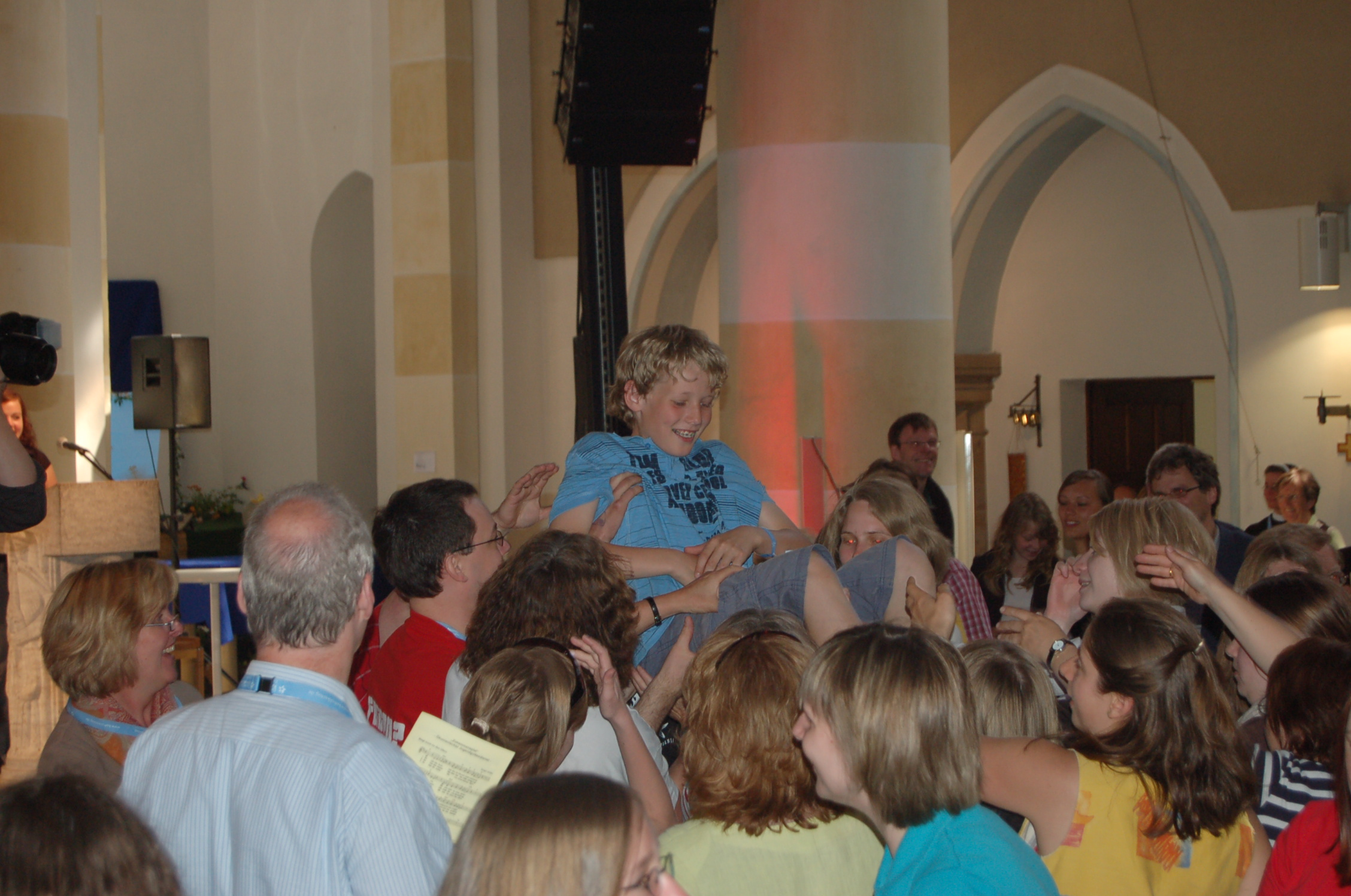
Célébration œcuménique pour les jeunes à Osnabrück
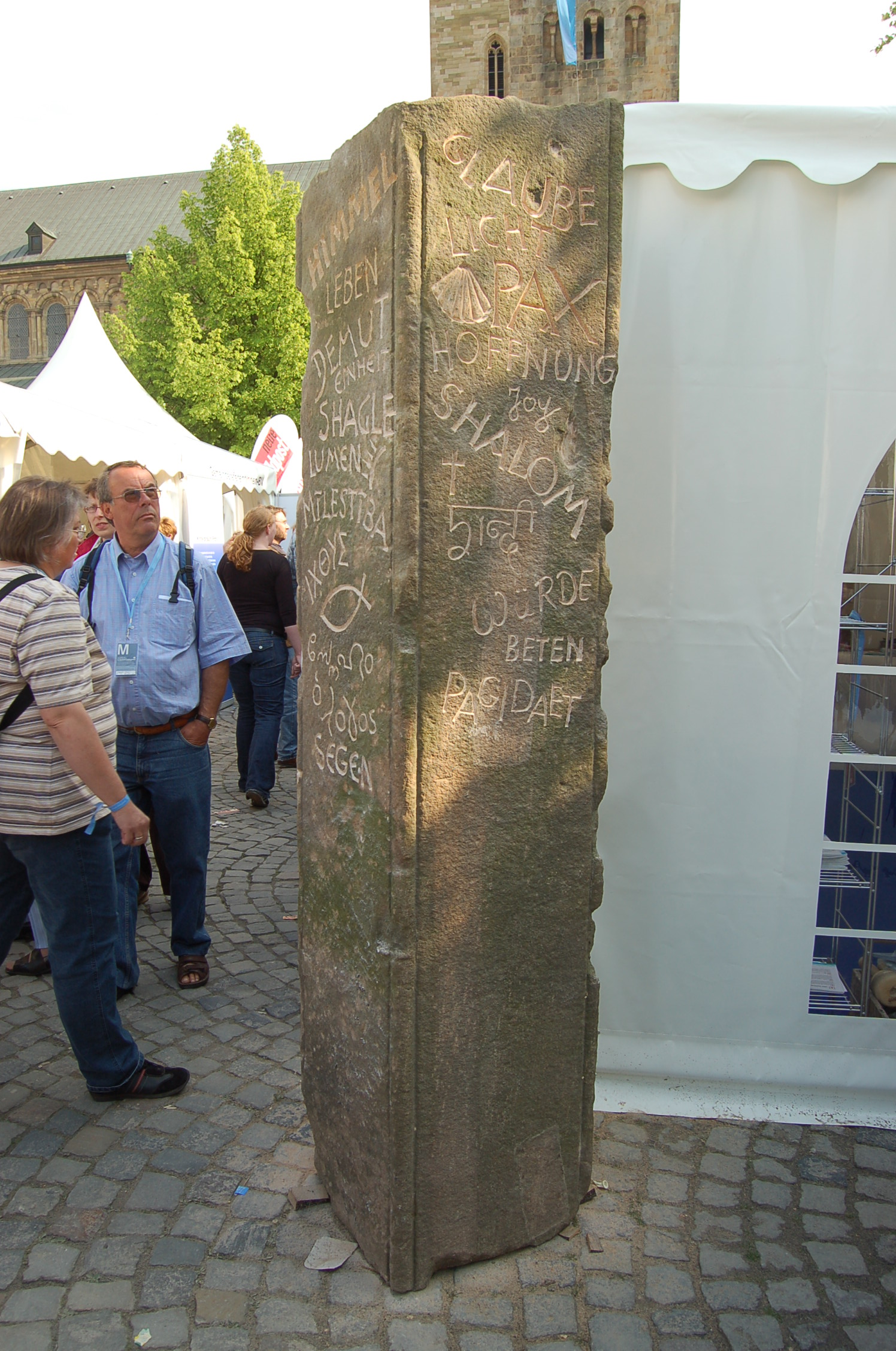
Stèle de la paix : activité pratique dans le Kirchenmeile à Osnabrück
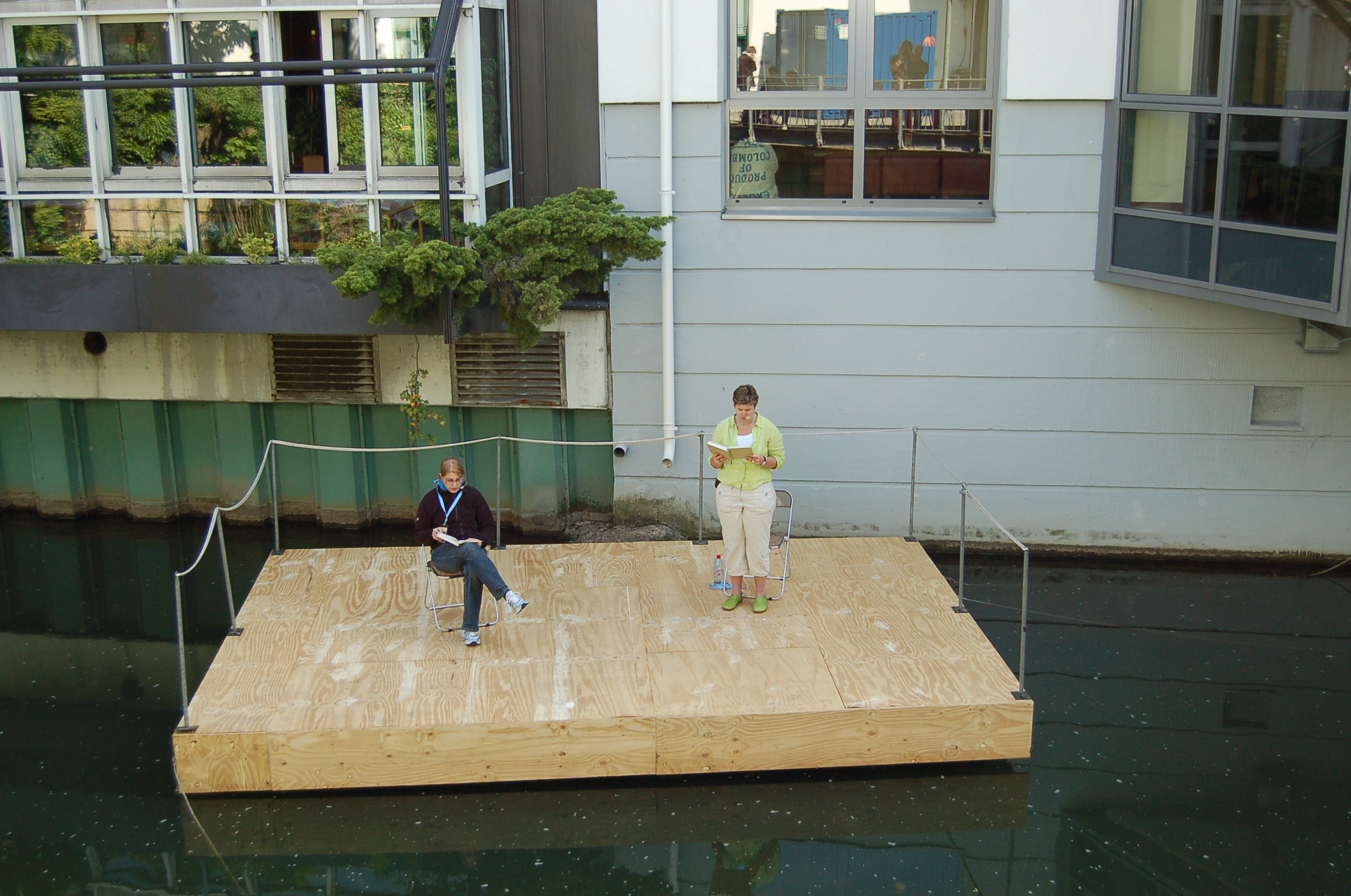
Lecture de la Bible sur la Hase à Osnabrück pendant le 97e Katholikentag allemand
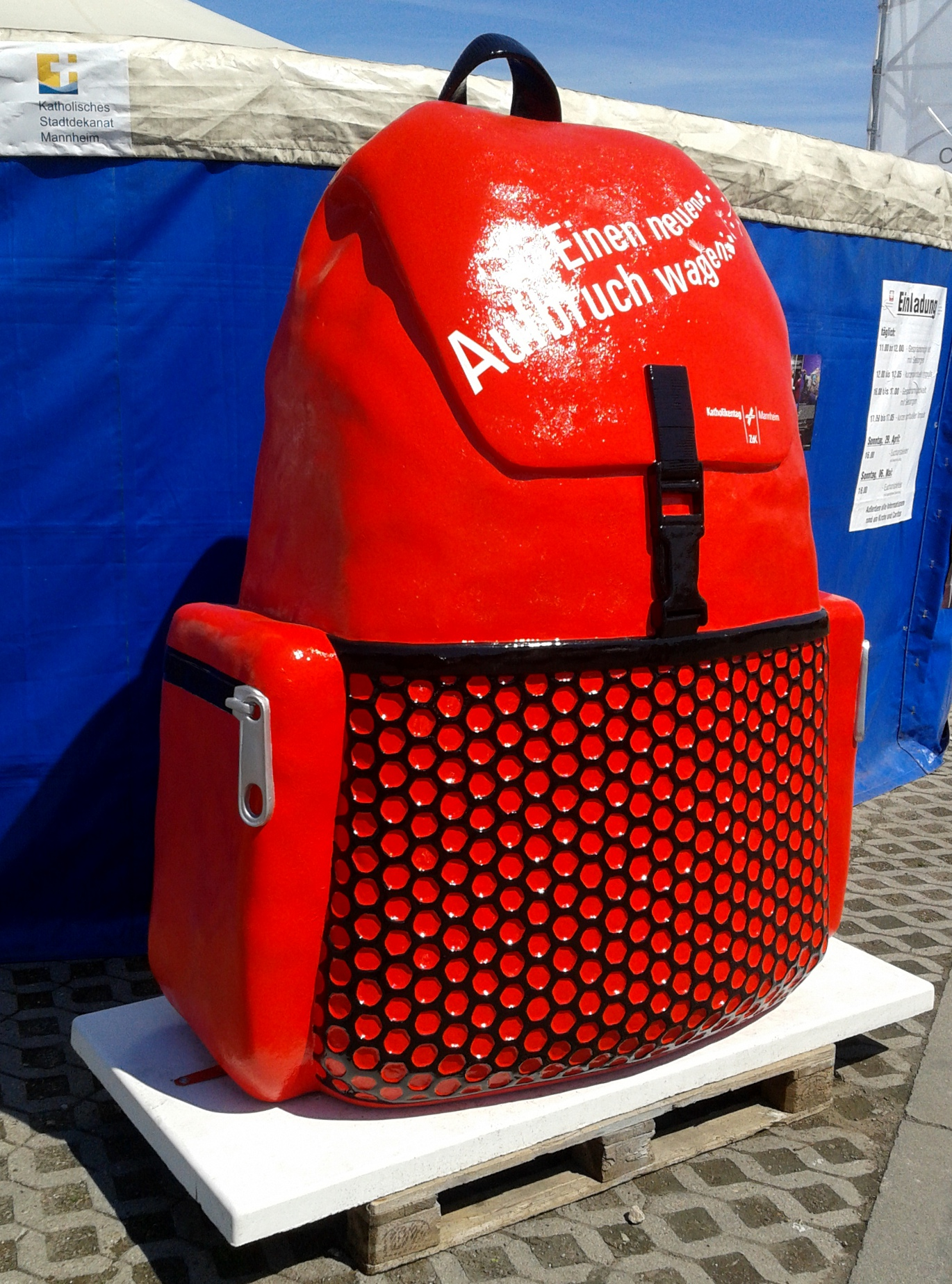
Le sac à dos, symbole du 98e Katholikentag allemand à Mannheim en 2012
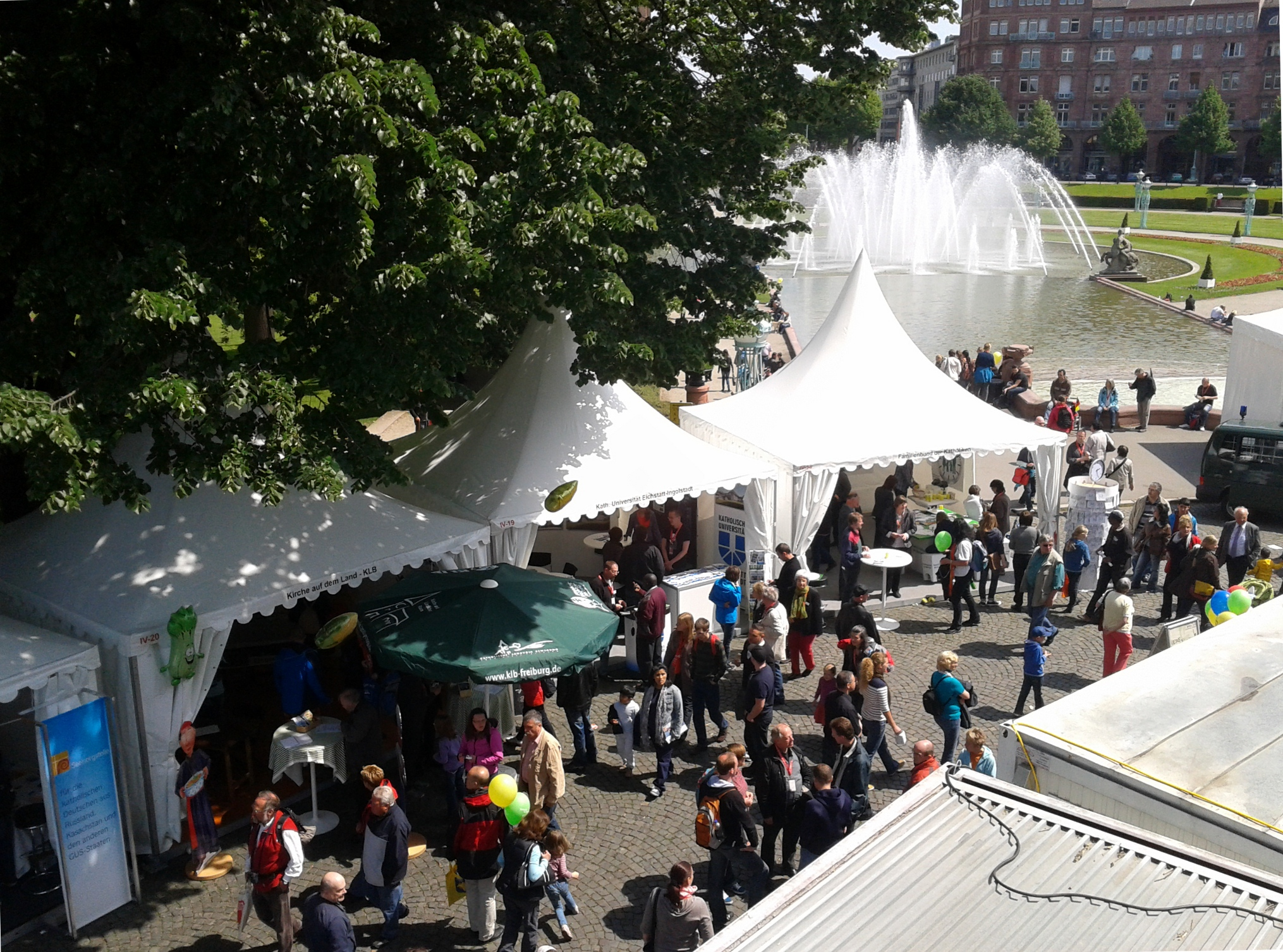
Le Kirchenmeile du 98e Katholikentag allemand à Mannheim, Friedrichsplatz

### Timbres commémoratifs

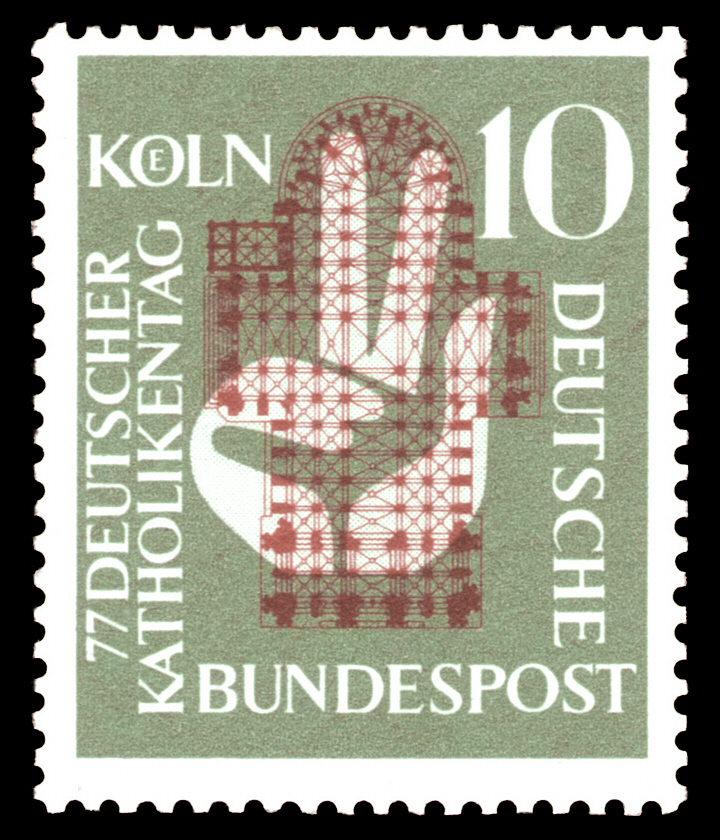
Timbre postal commémorant le 77e Katholikentag allemand à Cologne en 1956
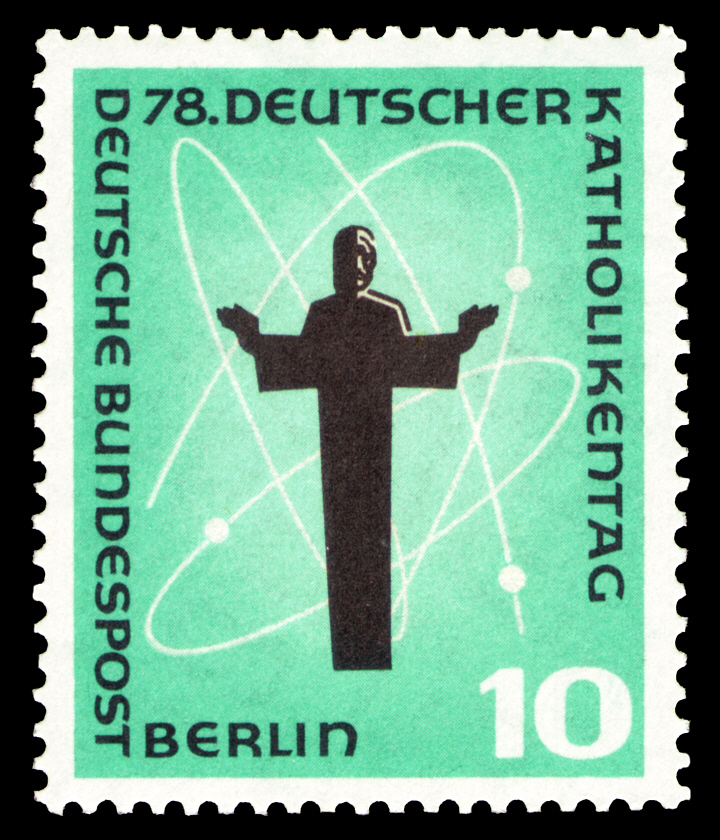
Timbre postal commémorant le 78e Katholikentag allemand à Berlin en 1958
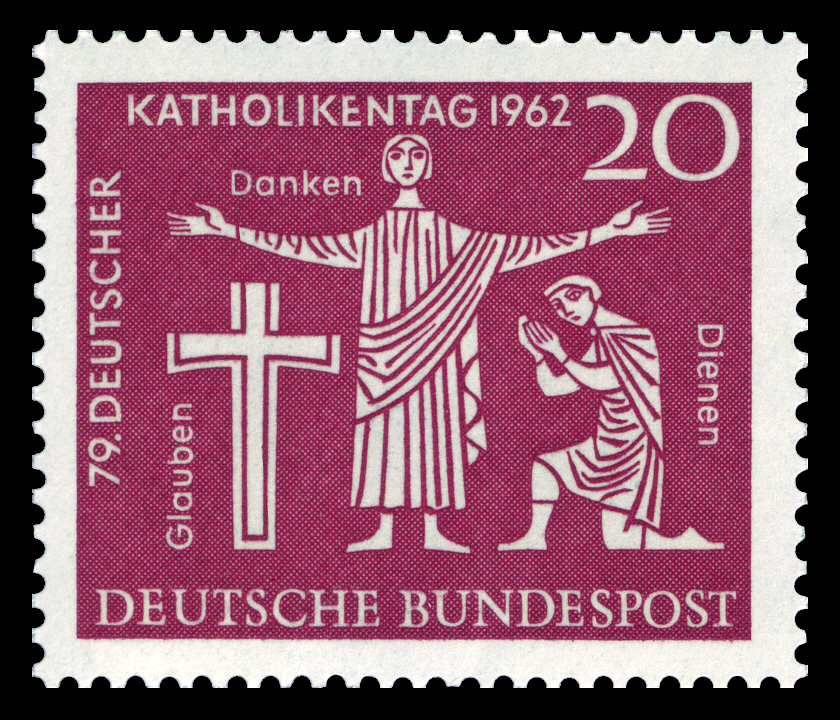
Timbre postal commémorant le 79e Katholikentag allemand à Hanovre en 1962
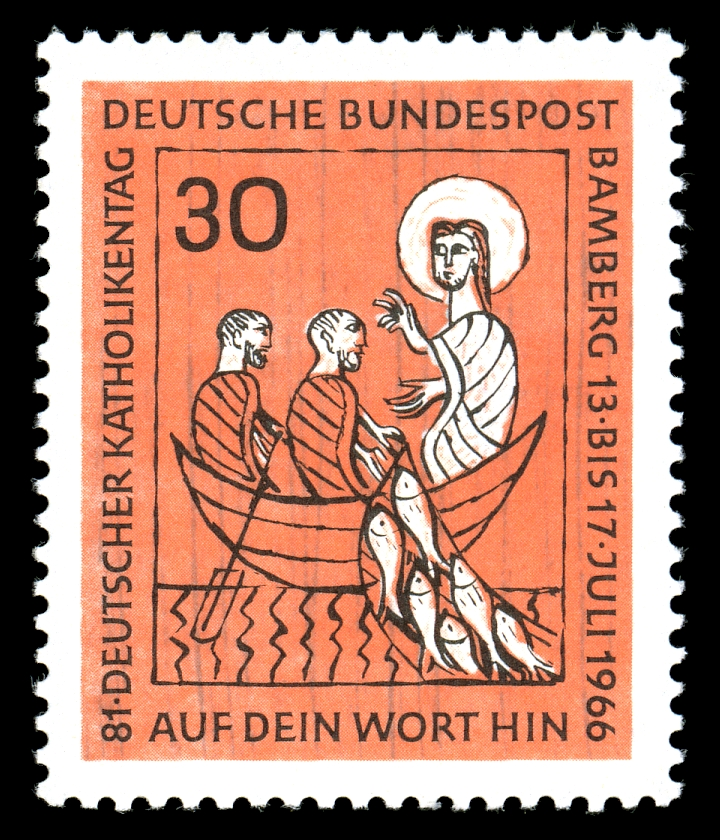
Timbre postal commémorant le 81e Katholikentag allemand à Bamberg en 1966
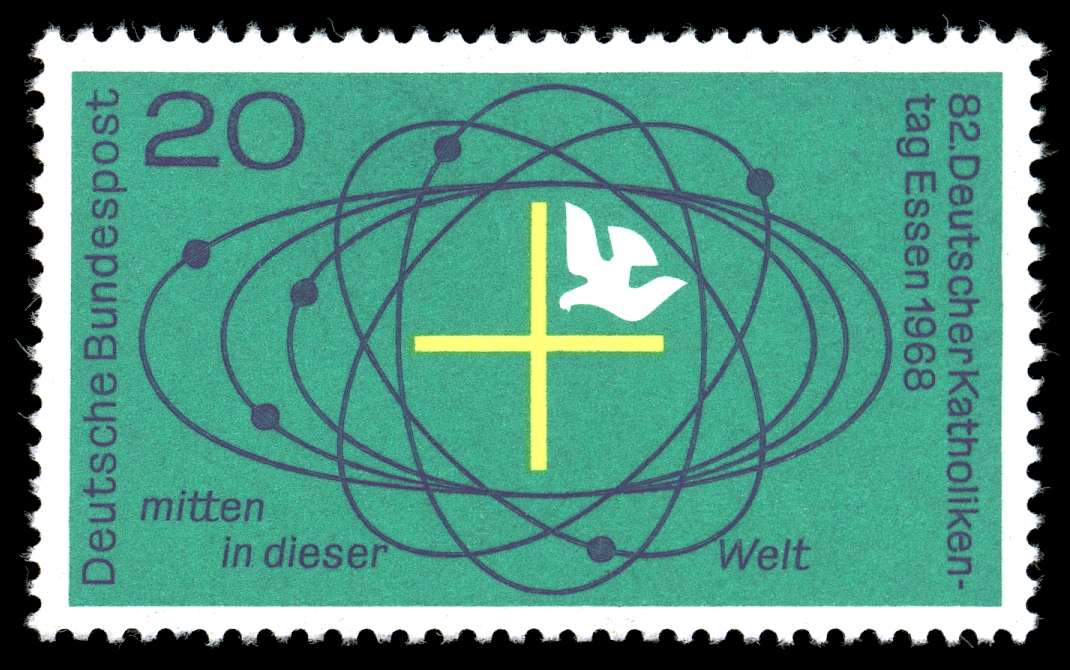
Timbre postal commémorant le 82e Katholikentag allemand à Essen en 1968
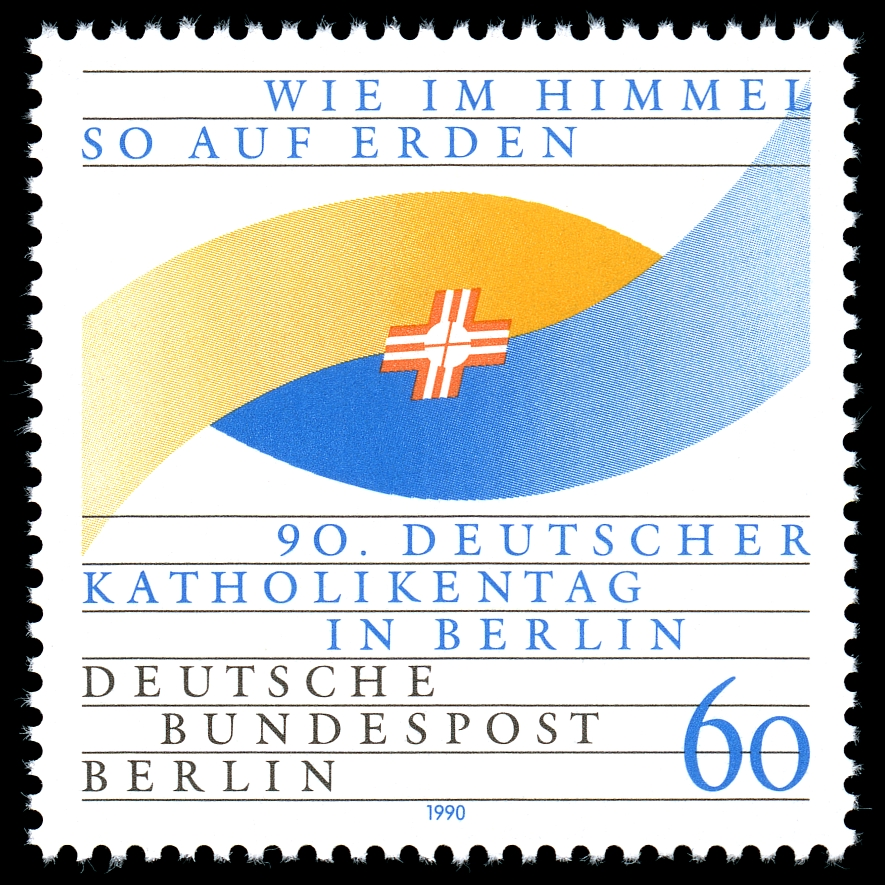
Timbre postal commémorant le 90e Katholikentag allemand à Berlin 1990

## Katholikentagen Autriche
Des Katholikentag ont eu lieu en Autriche depuis 1877. À dire vrai, il faudrait tenir compte de Katholikentag qui ont eu lieu dans des villes autrichiennes auparavant, (1850 et 1856 à Linz, 1853 à Vienne, 1857 à Salzbourg et 1867 à Innsbruck), mais ceux-ci sont comptés comme Katholikentag allemands.
1. 1877 : Vienne
2. 1889 : Vienne
3. 1892 : Linz
4. 1896 : Salzbourg
5. 1905 : Vienne
6. 1907 : Vienne
7. 1910 : Innsbruck
8. 1913 : Linz
9. 1923 : Vienne
10. 1933 : Vienne
11. 1952 : Vienne (Liberté et dignité humaine)
12. 1962 : Salzbourg (N'éteignez pas l'Esprit !)
13. 1974 : Vienne (Réconciliation)
14. 1983 : Vienne (Vivre l'espérance – Donner l'espoir ; visite du pape Jean-Paul II en Autriche)

### Katholikentagpour l'Europe centrale
Un Katholikentag pour l'Europe centrale a eu lieu du 21 au 23 mai 2004 à Mariazell sur le thème « Christ – espoir de l'Europe » dans le cadre du « Pèlerinage des peuples », rassemblant près de 80 000 pèlerins issus des pays participants, la Pologne, la République tchèque, la Slovaquie, la Hongrie, la Slovénie, la Croatie, la Bosnie-Herzégovine et l'Autriche. Le sommet en était le samedi à 11h, la célébration eucharistique sur l'aérodrome de Sankt Sebastian, avec pour thème « Faites ce qu'il vous dira ». En conclusion de la fête, présidée par le cardinal secrétaire d'État Angelo Sodano au nom du pape Jean-Paul II, a été envoyé le Message de Mariazell.

## Katholikentagen Suisse
Le premier Katholikentag en Suisse a eu lieu du 27 au 29 septembre 1903 à Lucerne. Ensuite ont eu lieu neuf autres Katholikentag, de façon irrégulière jusqu'en 1954.
1. 1903: Lucerne
2. 1906: Fribourg
3. 1909: Zoug
4. 1913: Saint-Gall
5. 1921: Fribourg
6. 1924: Bâle
7. 1929: Lucerne
8. 1935: Fribourg
9. 1949: Lucerne
10. 1954: Fribourg

## Source de la traduction
- (de) Cet article est partiellement ou en totalité issu de l’article de Wikipédia en allemand intitulé « Katholikentag » (voir la liste des auteurs).